# Rhea pennata pennata
El choique patagónico o ñandú patagónico (Rhea pennata pennata), es la subespecie típica, y una de las 3 que componen la especie Rhea pennata, del género Rhea, enormes y pesadas aves no voladoras exclusivas de América del Sur. Esta subespecie habita en regiones áridas o semiáridas y frías del sur de Sudamérica.

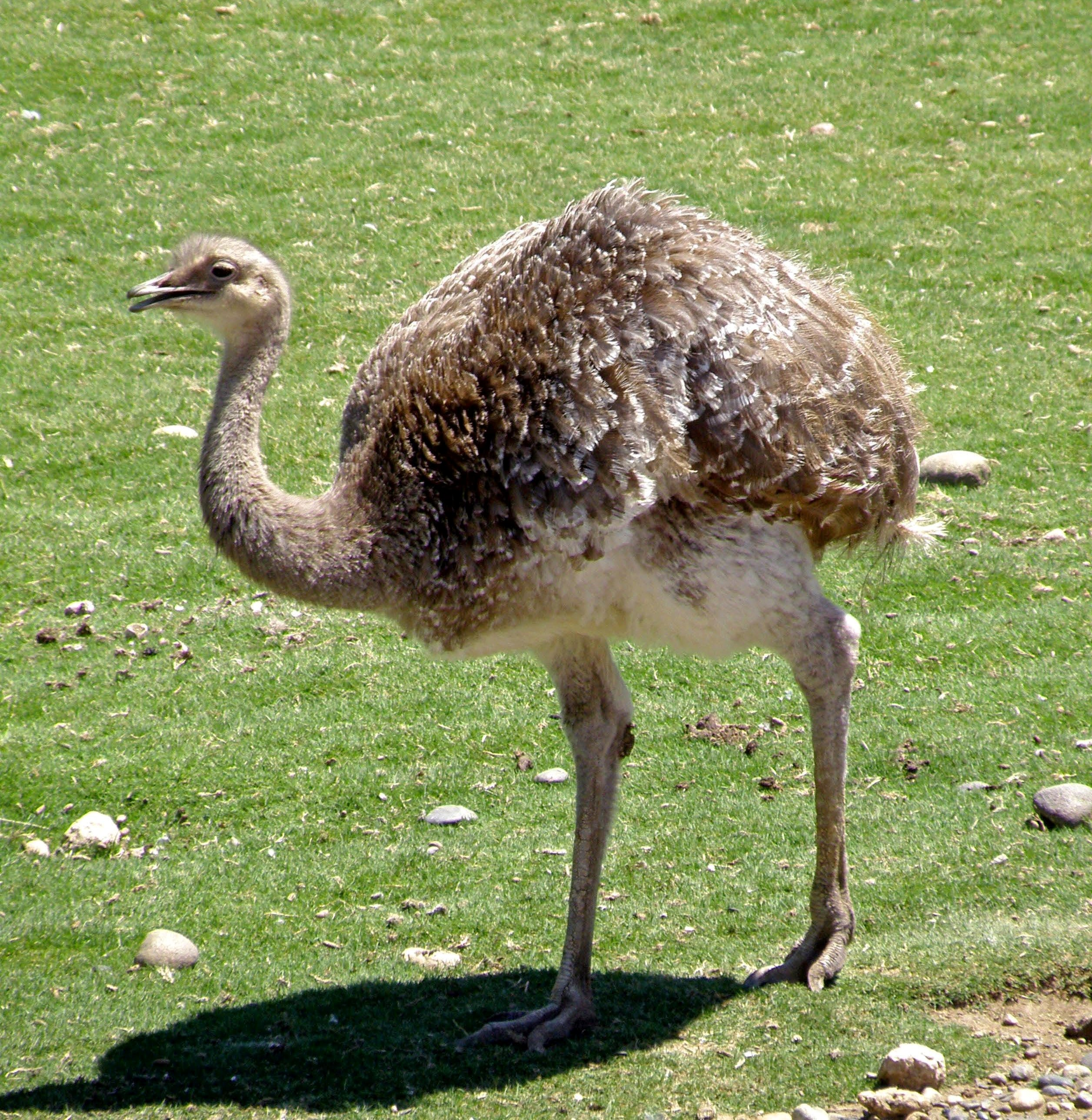
Rhea pennata pennata.

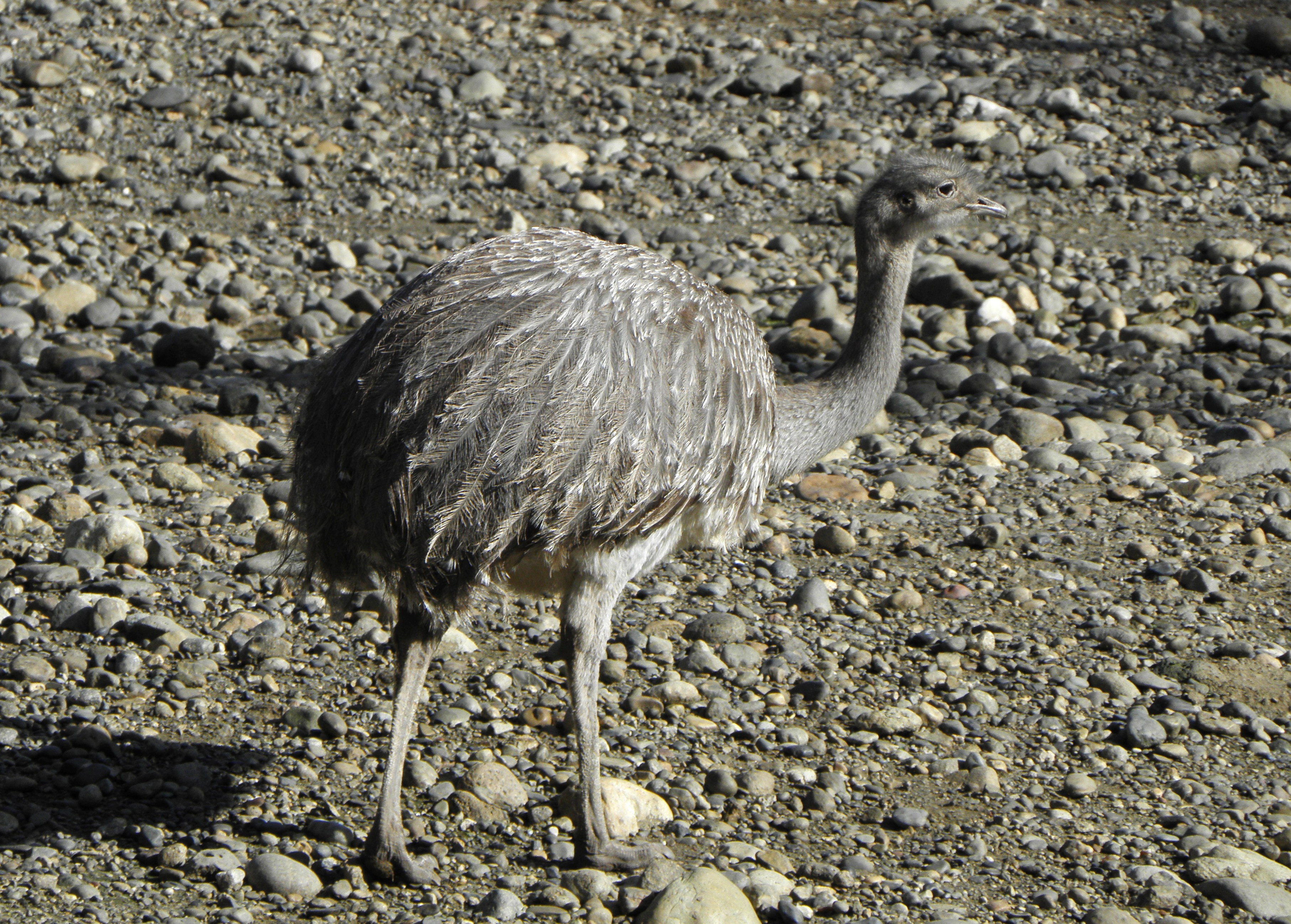
Rhea pennata pennata.

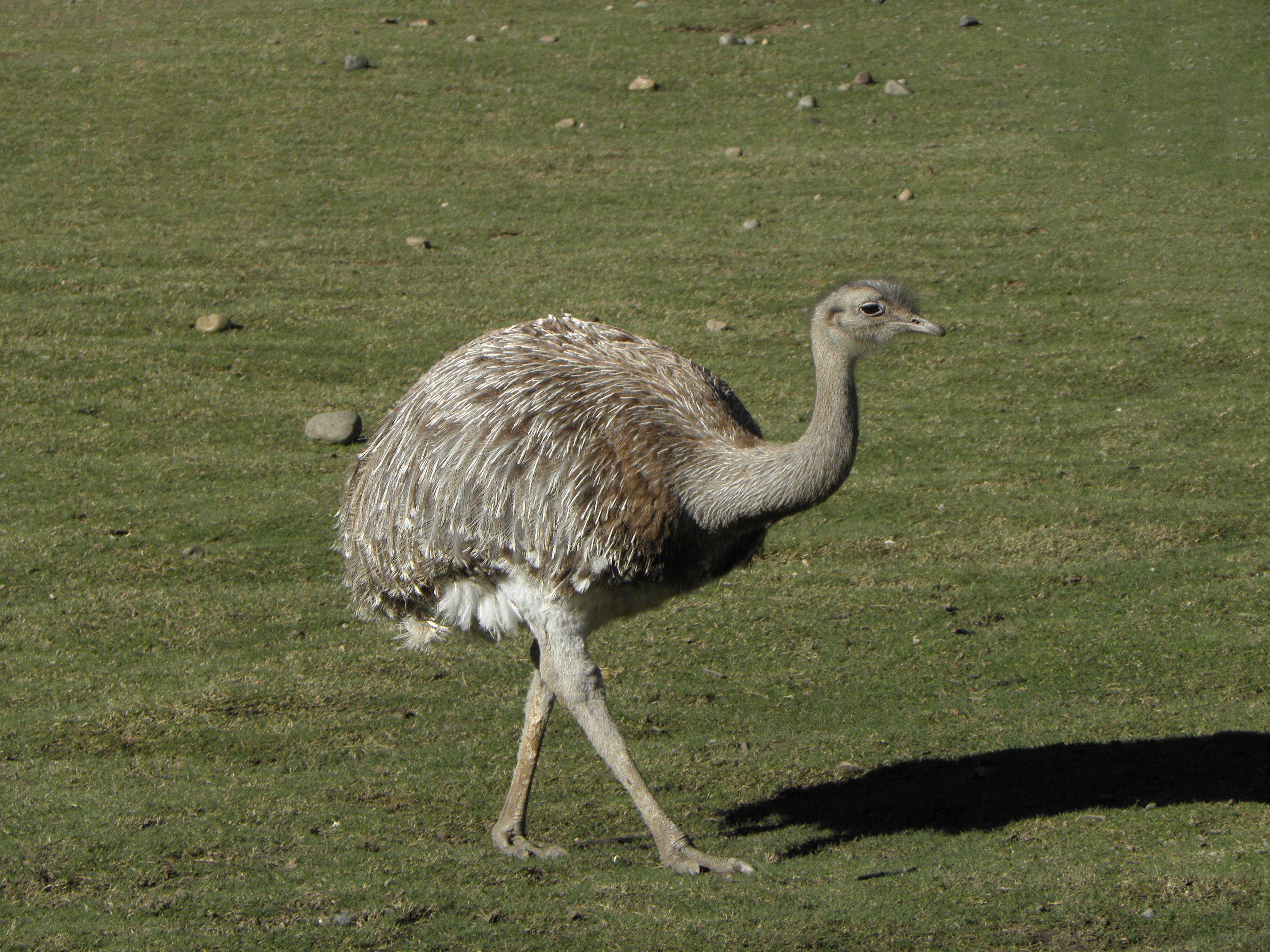
Rhea pennata pennata.

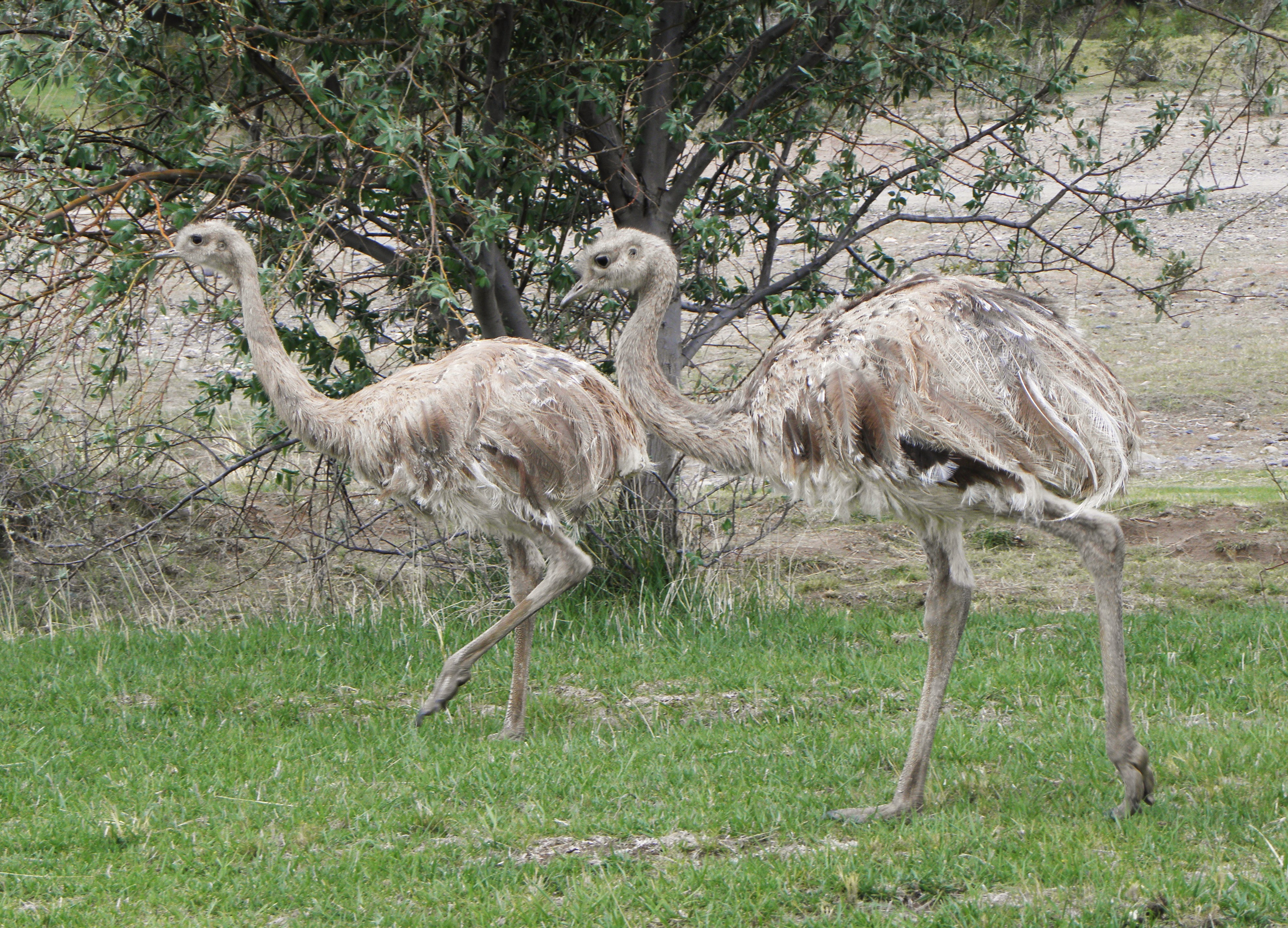
Rhea pennata pennata.

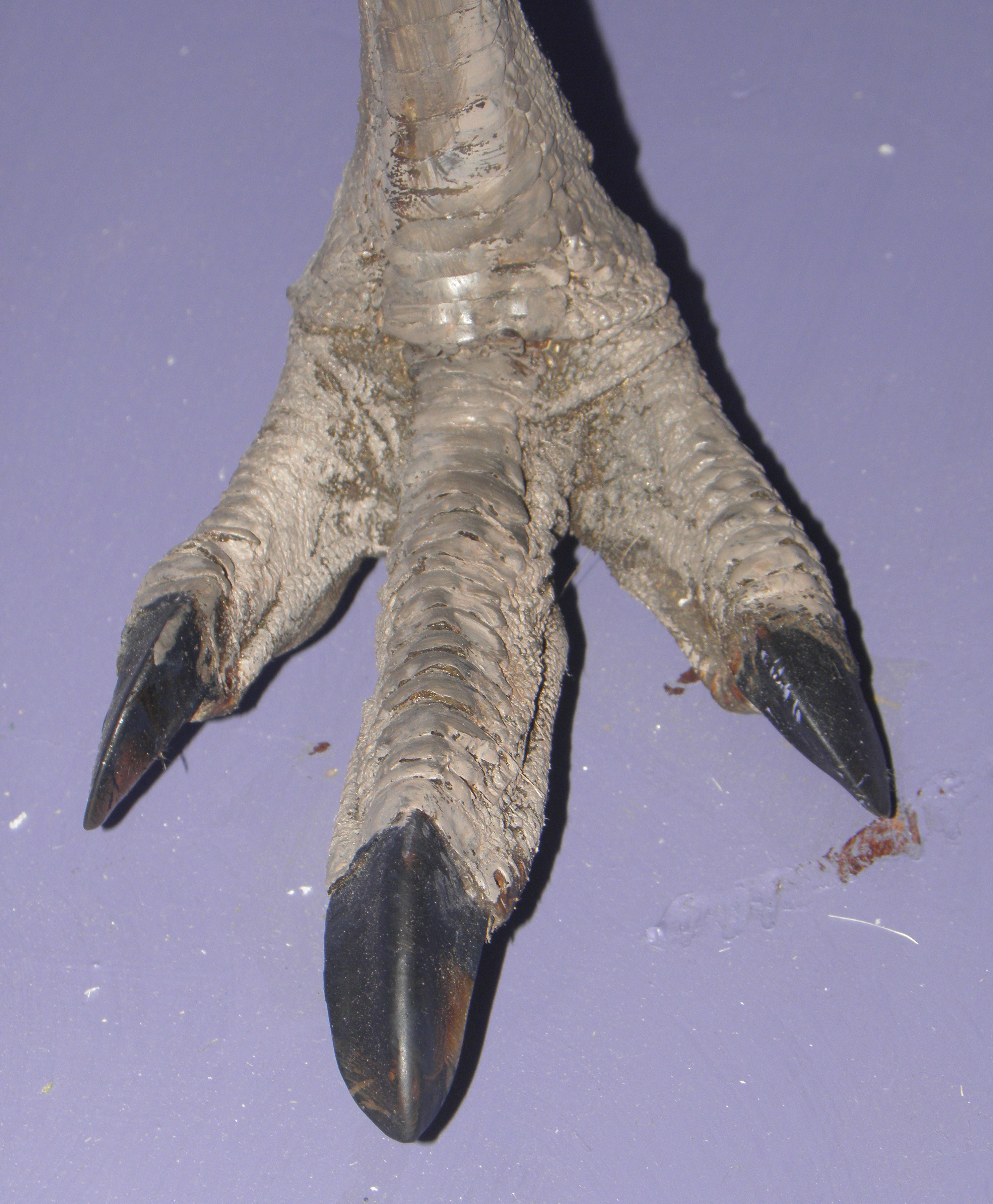
Pata de Rhea pennata pennata.

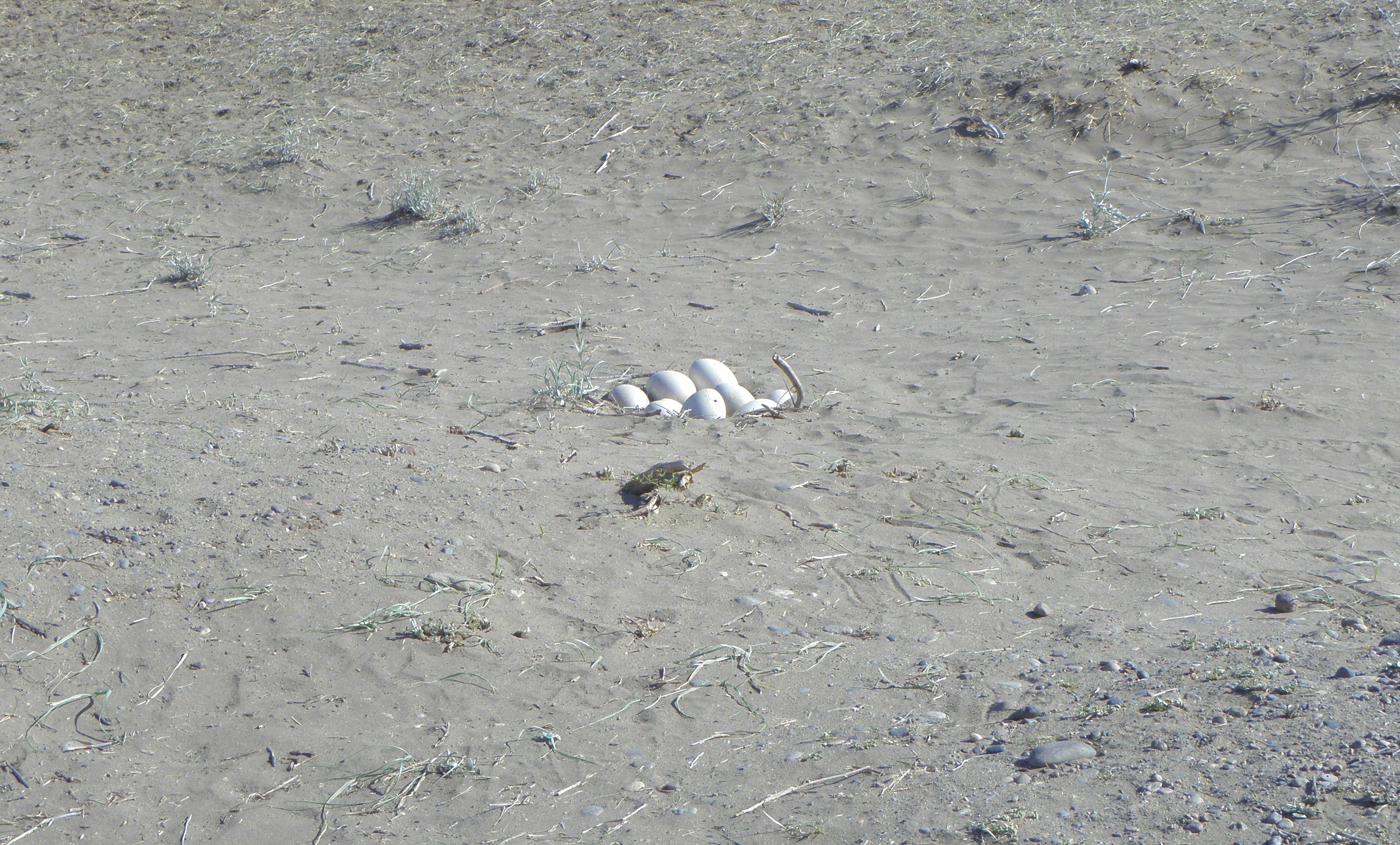
Nido de choique patagónico (Rhea pennata pennata).

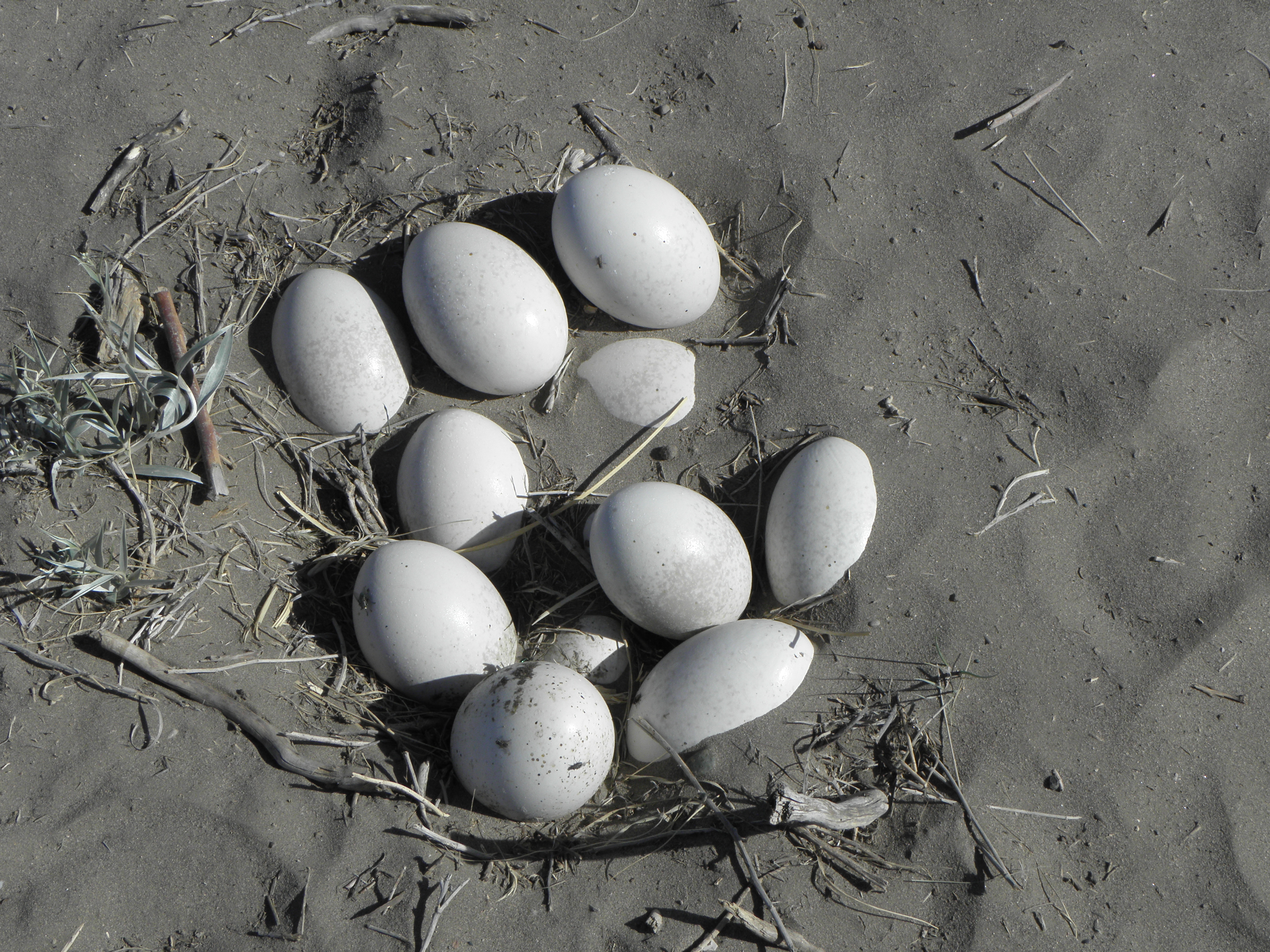
Nido de choique patagónico (Rhea pennata pennata).

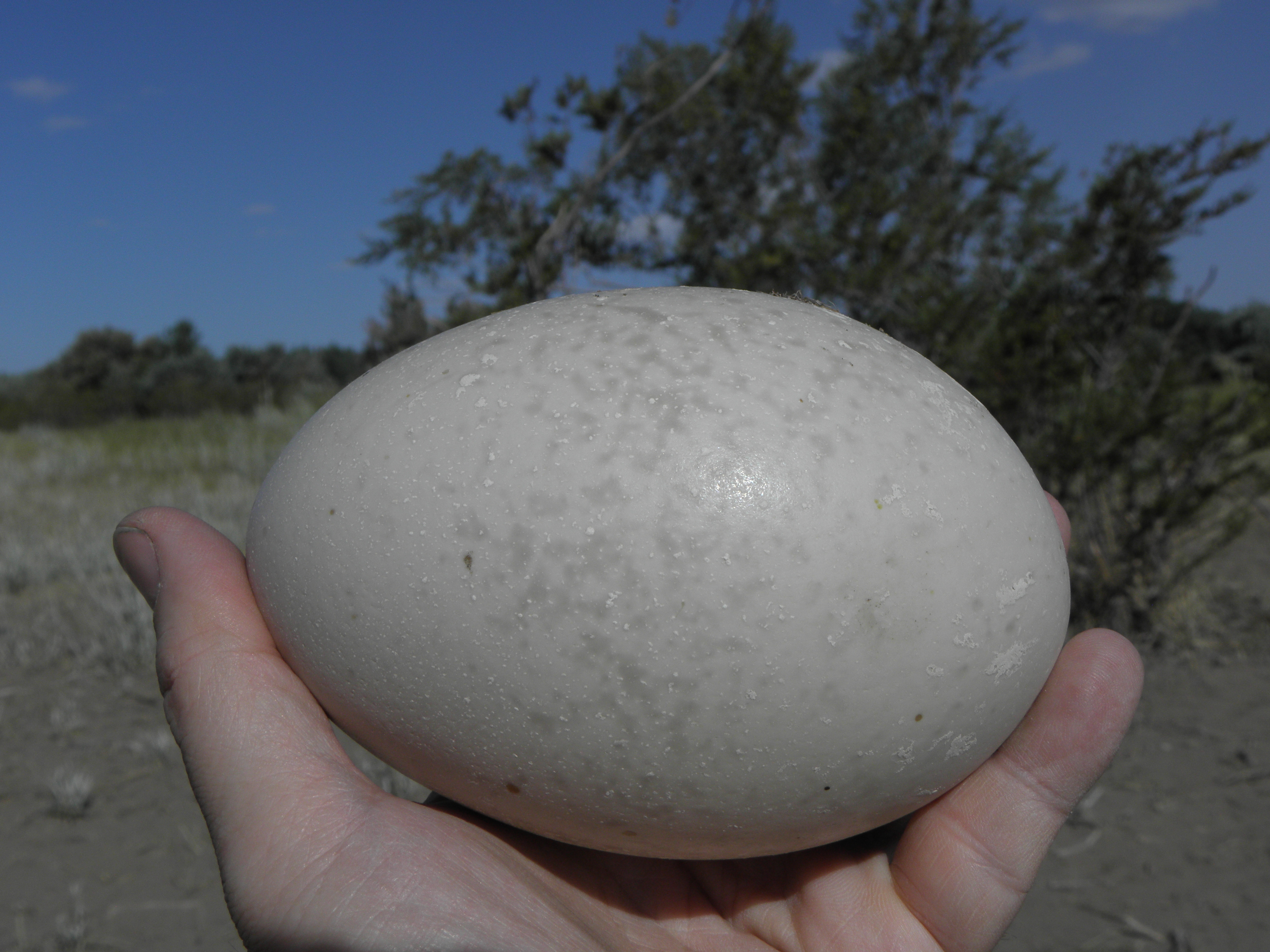
Huevo de choique patagónico (Rhea pennata pennata).

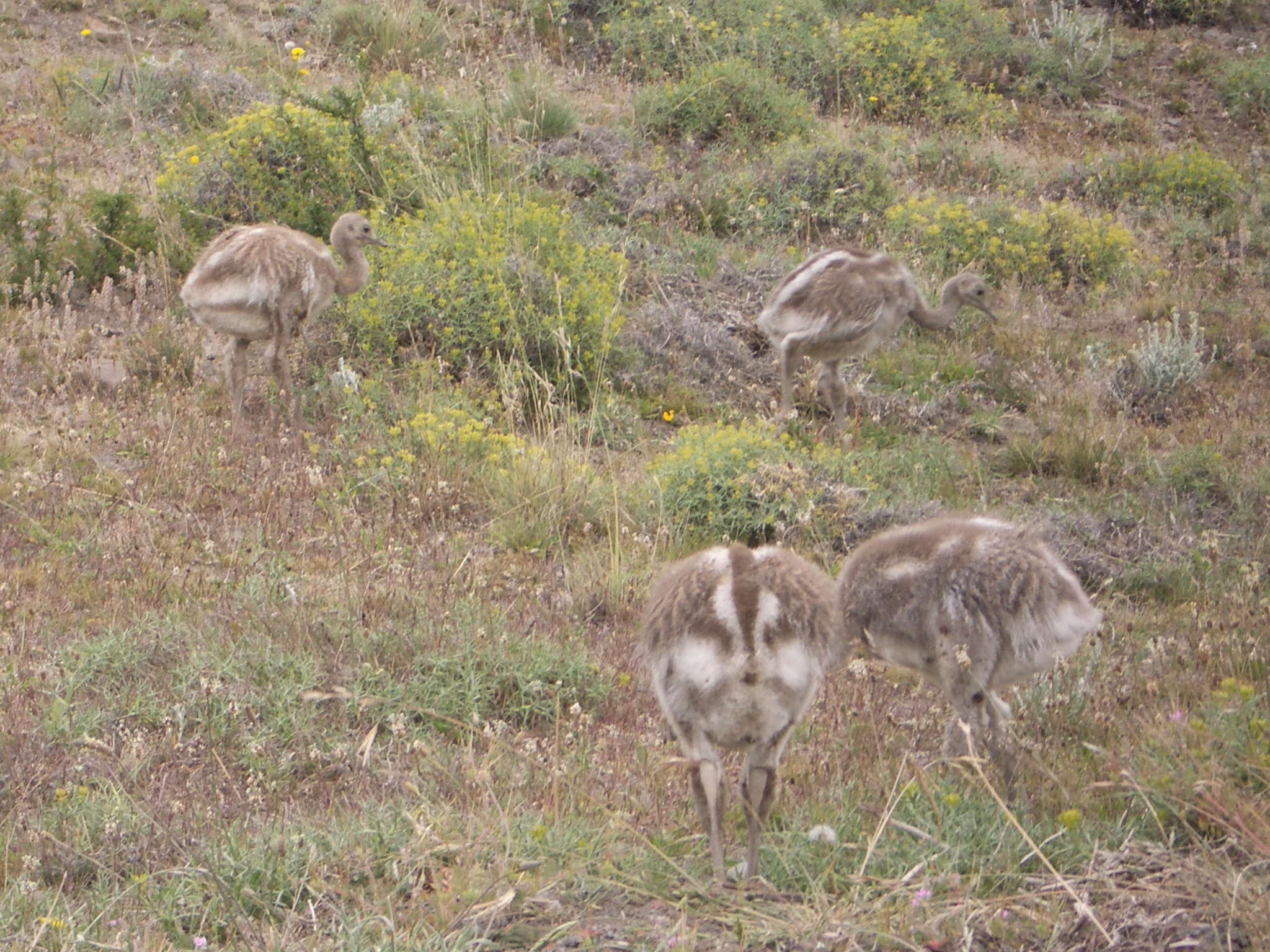
Crías de Rhea pennata pennata.

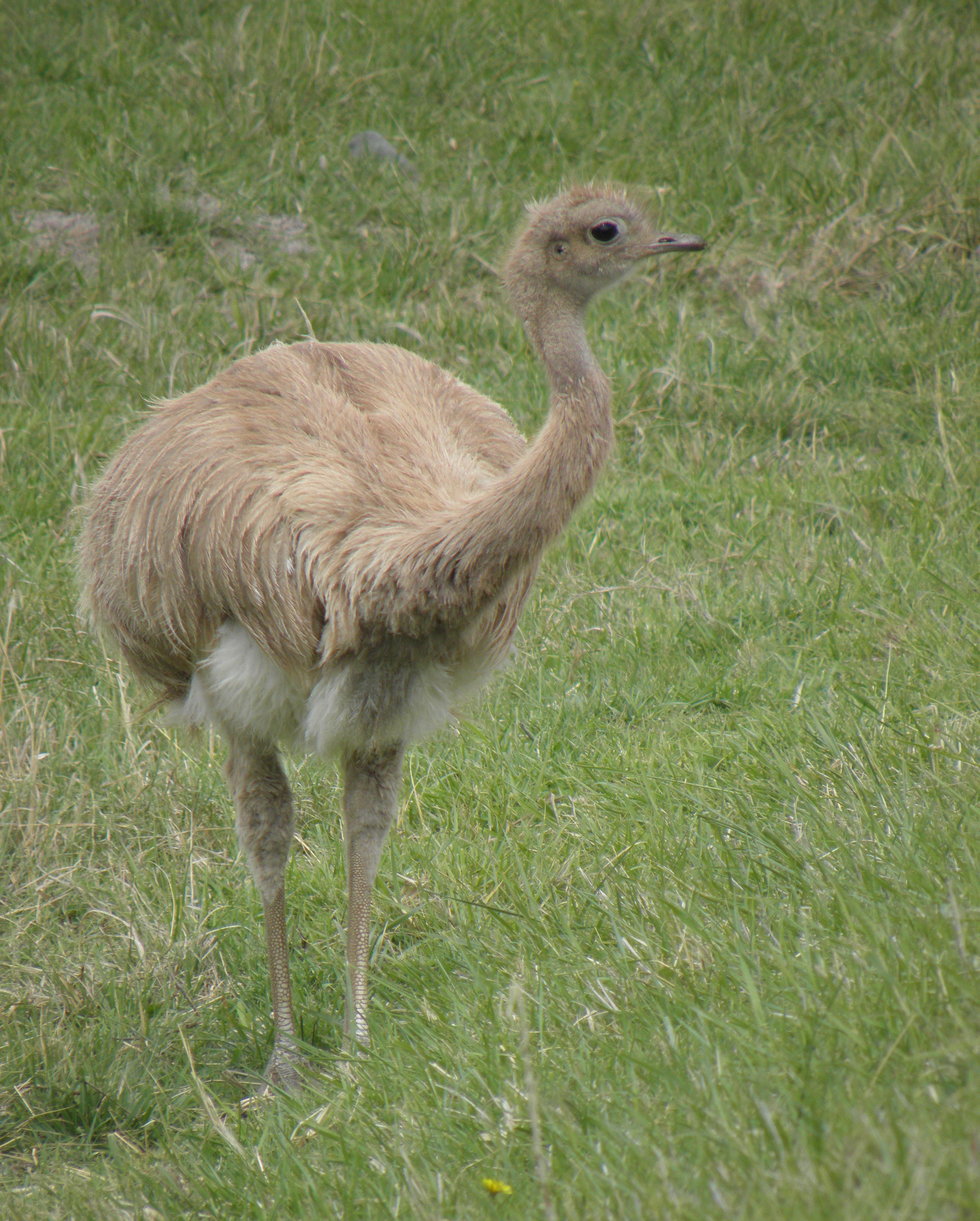
Ejemplar subadulto de Rhea pennata pennata.

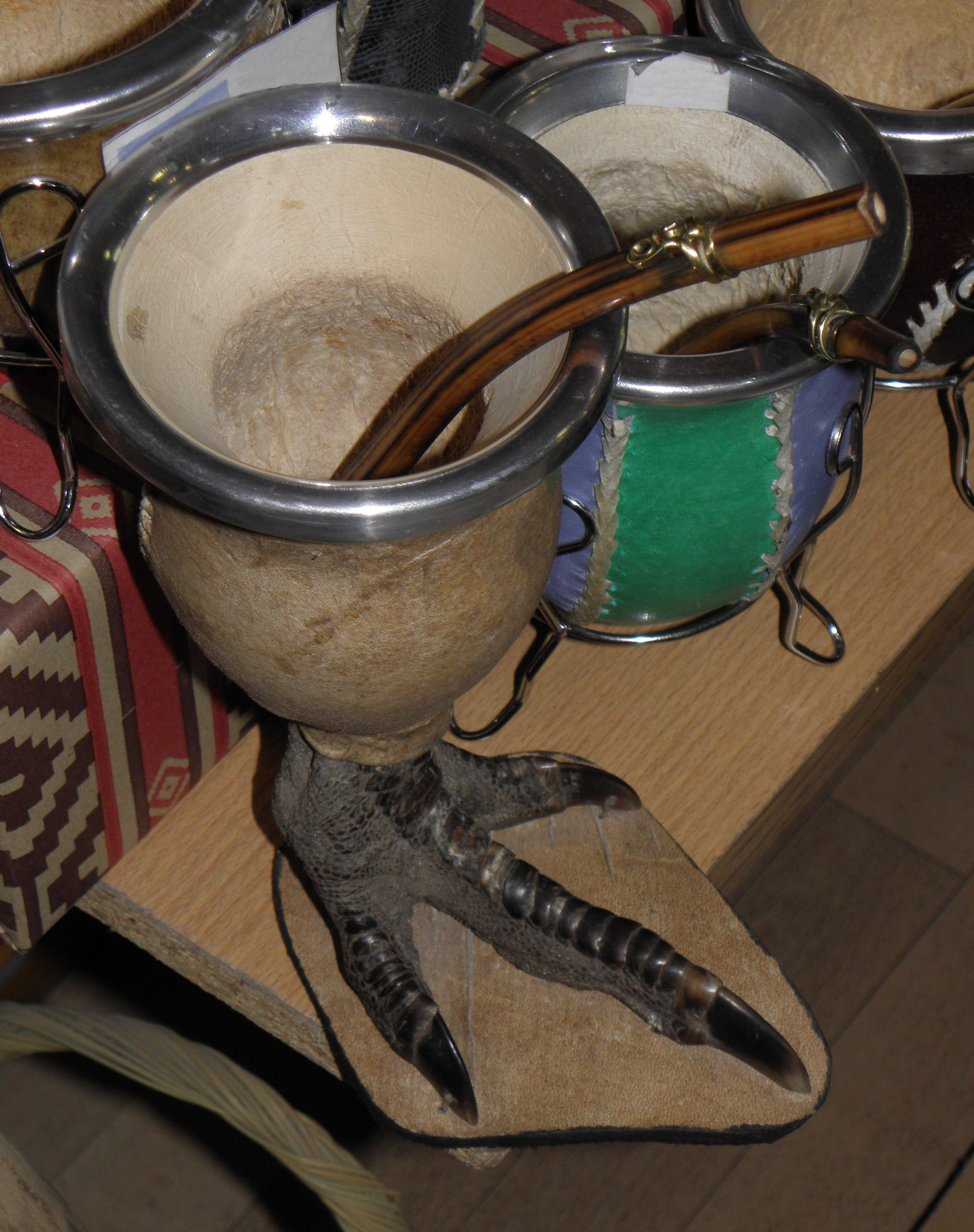
Mate hecho con la pata de un choique patagónico (Rhea pennata pennata).

## Nombres vulgares
También es conocido como ñandú, avestruz patagónico, choique, ñandú del sur, ñandú de Magallanes, ñandú petiso patagónico, ñandú petizo patagónico, y ñandú de Darwin,

## Distribución y hábitat
R. p. pennata habita en áreas de estepas arbustivas abiertas en la estepa patagónica, a altitudes entre el nivel marino y los 1200 m s. n. m. Vive mayormente en la Patagonia argentina, en las provincias del sur y sudoeste: sur de Mendoza, todas las áreas extraandinas de Neuquén, de Río Negro, de Chubut, y de Santa Cruz, así como el oeste de La Pampa, y el extremo sur de Buenos Aires, donde el descriptor encontró por primera vez al taxón. Aunque no ha vuelto a ser registrada en el sector austral de la provincia, se la ha detectado con dos únicos registros en 1984, en dos localidades mucho más al norte: Juan Cousté (3 adultos) y laguna Chasicó (1 adulto). Se sospecha que podría haber sido una pequeña población fruto de introducciones de estancieros más que una población relíctica.
El límite norte de su distribución no está claro, pues poblaciones de zonas de baja altitud de La Rioja que tentativamente se habían asignado a la forma típica fueron reclasificados como Rhea pennata garleppi.
Falta confirmar la identidad de la población de ñandúes petisos que habita en la zona de la laguna del Diamante (ubicada a 34°09′S 69°41′O), a una altitud de 3300 m s. n. m., pues podrían ser entonces los grupos más septentrionales de Rhea pennata pennata o los más australes de Rhea pennata garleppi.
El taxón pudo haber tenido una distribución aún mayor, a juzgar por los fragmentos de cáscaras de huevos encontrados en el sitio arqueológico Arroyo Talainín 2, localizado en el sector occidental del valle de Salsacate, a 1030 m s. n. m., próximo al paraje Cañada de Salas, en la provincia de Córdoba, con dataciones entre los 1000-700 AP; aunque no fue posible asignarlos a la subespecie R. p. pennata o a R. p. garleppi.
También se encuentra en ambientes similares de la Patagonia chilena, en las regiones de Aysén y de Magallanes y de la Antártica Chilena.
Las mayores poblaciones chilenas están en la región de Magallanes, mientras que en la de Aysén estas son muy pequeñas, estando presente sólo en dos localidades: Cochrane y Baño Nuevo.
Se registraron restos de Rheidae, posiblemente de este taxón, en el contexto de transición Pleistoceno-Holoceno en la isla Grande de Tierra del Fuego, en el sitio arqueológico Tres Arroyos 1 (53°23′S, 68°47′O), en el sector chileno de la isla. Fueron fechados en 9960 ± 50 aP. Es posible que el taxón se haya extinguido a causa de la caza de los primeros amerindios que habitaron la isla. En dicho sector insular chileno fue introducido/reintroducido el taxón durante el siglo XX.

## Taxonomía
Esta subespecie fue descrita originalmente por Alcide d'Orbigny en el año 1834, bajo el nombre científico de: Rhea pennata. Su localidad tipo es: «Río Negro, sur de Buenos Aires».
Algunos autores han sugerido que los dos taxones del norte —ambos descritos por Charles Chubb en 1913— (R. p. tarapacensis y R. p. garleppi) deberían ser considerados una especie separada del taxón austral ( R. p. pennata), quedando R. t. tarapacensis como la subespecie típica y R. t. garleppi como una subespecie del anterior. También se ha propuesto que R. p. garleppi pase a la sinonimia de  R. p. tarapacensis.
La especie en su conjunto, al ser similar en aspecto y estructura al ñandú grande o común (Rhea americana), se la asigna al mismo género: Rhea. Para algunos autores, sobre la base de las diferencias entre ambas especies, merecen ser consideradas como géneros independientes, incluyendo a los taxones andino-patagónicos en el género Pterocnemia, según la clasificación de George Grayen el año 1871.

## Descripción
Es un ave de unos 90 a 100 cm de longitud (medida entre la punta del pico y la punta de la cola), con pesos que van desde los 15 a los 28,6 kg. Tiene una cabeza pequeña, al igual que su pico, de color pardo-córneo, el que mide entre 6,2 a 9,2 cm. Como contraparte, su cuello y patas son largos, estás últimas le permiten alcanzar velocidades en carrera de hasta 60 km/h. La parte superior de su tarso es emplumada.
Su coloración es gris pardo a castaño con moteado blanco. La coloración es idéntica en ambos sexos, pero las hembras son ligeramente más pequeñas. Las crías nacen con un color blanco amarillento y adquieren el moteado de los adultos al año; son maduros sexualmente a los 2 años de edad.
Rhea pennata pennata se diferencia de las subespecies del norte por ser ligeramente mayor, por poseer patas más largas, y mostrar una coloración más ocre en lo superior, con el punteado de blanco más notable. El tarso tiene, en su parte frontal, de 16 a 17 (o 18) placas horizontales, denominadas técnicamente: escutelaciones.

## Costumbres

### Hábitos
Fuera de la estación de cría, viven en grupos de 5 a 30 aves, de diferentes sexos y edades.

### Alimentación y predadores
Su dieta se basa principalmente de hojas de arbustos, y hierbas como gramíneas, juncáceas, y ciperáceas. Es complementada con alimentos de origen animal: insectos, arácnidos, pequeños vertebrados.
Si bien, en comparación con otros ratites, posee alas bien desarrolladas, es incapaz de volar, pero lo compensa con ser un gran corredor, lo que le permite huir de sus predadores, en especial el puma patagónico. Del zorro colorado patagónico (o culpeo patagónico), el adulto se defiende con sus afiladas garras que presentan los dedos de sus patas —un arma muy eficaz—, aunque ese cánido suele capturar más fácilmente a las crías.

### Reproducción
Cada macho dominante posee un pequeño harén con varias hembras, a las que defiende de otros machos mediante duras batallas.
La puesta de huevos comienza en la primera semana de agosto, y se prolonga hasta mediados de octubre. Las hembras colocan, de manera polígama, de 20 a 30 huevos junto al nido; luego el macho los agrupa y finalmente sólo él los incuba. En este periodo, el macho se torna muy agresivo. Los polluelos (conocidos localmente como charitos) son nidífugos, y a los pocos minutos siguen a su padre, quien también es el único encargado de sus cuidados.

## Estado de conservación
Las principales amenazas para este taxón lo constituyen la recolección de sus huevos —con
fines alimenticios—, y la caza indiscriminada con el fin de obtener su cuero, plumas, carne (baja en colesterol), y grasa (empleada con fines medicinales).
Esta subespecie está incluida en el apéndice II del CITES (Convención sobre el Comercio Internacional de Especies Amenazadas de Fauna y Flora Silvestres), por lo que su comercio debe de ser controlado para evitar un uso incompatible con su supervivencia.